# Odilon Knops
Odilon Knops, époux de Mariette Huygens, né le 25 juillet 1905 à Saint-Trond et y décédé le 27 octobre 1988 fut un homme politique belge socialiste.
Il fut sénateur de 1946 à 1968 :
- 1946-1954: sénateur coopté
- 1954-1958: sénateur provincial
- 1958-1965: sénateur coopté
- 1965-1968: sénateur pour l'arrondissement de Hasselt-Tongres-Maaseik

## Littérature
- Paul Van Molle, Le Parlement Belge, 1894-1972, Anvers, 1972